# 矢島文夫
矢島 文夫（やじま ふみお、1928年4月19日 - 2006年5月22日）は、日本の言語学者（アラビア語学）・オリエント学者・翻訳家。アジア・アフリカ図書館館長。東京市生まれ。アラビア語やメソポタミア文学・オリエント神話・歴史等を研究。『ギルガメシュ叙事詩』の翻訳の他、海外の関連研究書を数多く翻訳し日本に紹介した。
父は科学史家の矢島祐利、母は民俗学者の矢島せい子。
弟の矢島敬二（東京都立大学理学部数学科卒）は東京理科大学教授、矢島敏彦（東京大学理学部地質学科卒）は埼玉大学教授。
母の兄弟姉妹に沢村国太郎や沢村貞子、加東大介がおり、親族に俳優が多数いる。

## 略歴
旧制東京外事専門学校（現・東京外国語大学）卒業。1952年、学習院大学文政学部哲学科卒業。大学卒業後、紀伊國屋書店に勤務。出版部にいた1962年頃、山本七平と話していて、ともにギルガメシュ叙事詩の翻訳を考えていたと知り、1965年、山本書店より日本最初の『ギルガメシュ叙事詩』の翻訳書を刊行する。大東文化大学、1967年より京都産業大学外国語学部教授、同大学国際言語科学研究所教授、1985年より宮城学院女子大学教授を経て、アジア・アフリカ図書館館長。2006年5月、前立腺がんのため死去。享年78。

## 著書
- 『文字の歴史』（徳間書店、徳間ブックス） 1967
- 『ヴィーナスの神話』（美術出版社、美術選書） 1970
- 『メソポタミアの春 オリエント学の周辺』（玉川大学出版部、玉川選書） 1975
- 『失われた古代文字99の謎 いま甦る太古からのメッセージ』（産報、サンポウ・ブックス） 1976
- 『文字学のたのしみ』（大修館書店） 1977.11
- 『アラビアンナイト99の謎 アリババとシンドバードの国への招待』（産報、サンポウ・ブックス） 1978.3、のちPHP文庫 1992
- 『解読 古代文字への挑戦』（朝日新聞社、朝日選書） 1980.10、のち改題『解読古代文字』（ちくま学芸文庫） 1999.8 ISBN 978-4480085047
- 『性の深層 ヴィーナスの正体』（朝日出版社、ロバの本） 1980.3
- 『占星術の誕生』（東京新聞出版局、オリエント選書） 1980.12、のち改題『占星術の起源』（ちくま学芸文庫） 2000.8 ISBN 978-4480085733
- 『アラブ民族とイスラム文化』（三省堂、人間の世界歴史9） 1981.6
- 『ヘブライの神話 創造と奇蹟の物語』（筑摩書房、世界の神話） 1982.12
- 『メソポタミアの神話 神々の友情と冒険』（筑摩書房、世界の神話） 1982.7、のちちくま学芸文庫 2020.4 ISBN 978-4480099877
- 『エジプトの神話 兄弟神のあらそい』（筑摩書房、世界の神話） 1983年.4、のちちくま文庫） 1997.8 ISBN 978-4480032928
- 『神の沈黙 神話と伝承のアラベスク』（人文書院） 1983.8
- 『知の辺境 文化のトポロジー』（青土社） 1983.2、のち改題『知的な冒険の旅へ』（中公文庫） 1994.9
- 『失われた古代文字の謎』（大和書房、古代学ミニエンサイクロペディア） 1985.8
- 『死者の書 古代エジプトの遺産パピルス カラー版』（遠藤紀勝写真、社会思想社） 1986.5
- 『ミステリアスな文化史』（中央公論社） 1994.11
- 『オリエントの夢文化 夢判断と夢神話』（東洋書林） 2007.6 ISBN 978-4887217409

## 翻訳
- 『文字』（シヤルル・イグーネ、白水社、文庫クセジュ） 1956
- 『科学と人間社会 科学と一般の理解』（ロバート・オッペンハイマー、矢島敬二共訳、新評論社） 1956
- 『ピラミッドの秘密』（レナード・コットレル、みすず書房、人間と文明の発見シリーズ） 1957
- 『エジプトの民話』（宝文館、中学生世界民話全集） 1958
- 『世界最古の物語』（H・ガスター編・解説、みすず書房、人間と文明の発見シリーズ） 1958、のち改題『世界最古の物語 バビロニア・ハッティ・カナアン』（社会思想社、現代教養文庫） 1973 ISBN 4-390-10805-0、のち平凡社東洋文庫 2017
- 『埋れた謎のピラミッド』（M・Z・ゴネイム、山本書店） 1960
- 『バビロニアの科学』（マルグリット・リュッタン、白水社、文庫クセジュ） 1962
- 『古代の不思議』（レナード・コットレル、紀伊国屋書店） 1962
- 『失われた文字の解読』全3巻（E・ドーブルホーファー、佐藤牧夫共訳、山本書店） 1963
- 『アラブの思想』（アンリ・セルーヤ、白水社、文庫クセジュ） 1964
- 『ギルガメシュ叙事詩』（山本書店） 1965、のちちくま学芸文庫 1998.2 ISBN 4-480-08409-6
- 『アッシリア学』（ポール・ガレリ、白水社、文庫クセジュ） 1966
- 『シナ奥地を行く』（ドローヌ、石沢良昭共訳、白水社、西域探検紀行全集10） 1968、のち新版 1982
- 『マホメットとアラブの大征服』（F・ガブリエリ、平凡社、世界大学選書） 1971
- 『古代エジプトの物語』（社会思想社、現代教養文庫） 1974 ISBN 4-390-10835-2
- 『未知の古代文明ディルムン アラビア湾にエデンの園を求めて』（ジョフレー・ビビー、二見史郎共訳、平凡社） 1975
- 『砂漠への挑戦』（ポール・ハミルトン、集英社、図説探検の世界史12） 1976
- 『聖書の考古学 埋もれた世界の発見・大洪水とノアの箱舟・バベルの塔』（アンドレ・パロ、波木居斉二共訳、みすず書房） 1976
- 『アラビア文学史』（アンドレ・ミケル、白水社、文庫クセジュ） 1976
- 『古代の宇宙論』（カーメン・ブラッカー, M・ローウェ編、矢島祐利共訳、海鳴社） 1976
- 『イスラム 過去と未来』（M・アルクーン, L・ガルデ、ヨルダン社） 1987.8
- 『文字の歴史 起源から現代まで』（アルベルティーン・ガウアー、大城光正共訳、原書房） 1987.12
- 『古代エジプト文字入門 ヒエログリフ』（ステファヌ・ロッシーニ、河出書房新社） 1988.6
- 『文字の起源』（カーロイ・フェルデシ＝パップ、佐藤牧夫共訳、岩波書店） 1988.7
- 『図説 古代エジプト文字入門』（ステファヌ・ロッシーニ、河出書房新社） 1996.3
- 『図説 エジプトの神々事典』（ステファヌ・ロッシーニ, リュト・シュマン＝アンテルム、吉田春美共訳、河出書房新社） 1997.1、のち新装版 2007
- 『シャンポリオン伝』上・下（ジャン・ラクチュール、岩川亮, 江原聡子共訳、河出書房新社） 2004 - 2005